# 黑鮰
黑鮰為鮰屬的一種，分布於北美洲五大湖至墨西哥北部的淡水流域，體長可達66公分，棲息在靜止的湖泊、溝渠、池塘，夜行性，屬肉食性，以昆蟲、蠕蟲、甲殼類等為食，可作為養殖魚、遊釣魚及食用魚。

## 擴展閱讀
維基物種上的相關：黑鮰